# Eisenkappel-Vellach
Eisenkappel-Vellach (slowenisch Železna Kapla-Bela) – meist einfach Eisenkappel genannt – ist eine Marktgemeinde im Bezirk Völkermarkt (slow. Velikovec) in Österreich, im Bundesland Kärnten (slow. Koroška) mit 2218 Einwohnern (Stand 1. Jänner 2025). Im Gemeindegebiet liegt der südlichste Punkt Österreichs. Der Hauptort Bad Eisenkappel ist das Verwaltungszentrum der Marktgemeinde und trägt als einziger Ort Österreichs das Doppelprädikat Kur- und Luftkurort.

## Geographie
Das Gemeindegebiet erstreckt sich im oberen Vellachtal von den Vorbergen bis zum Hauptkamm der östlichen Karawanken, nahe der Grenze zu Slowenien. Eisenkappel-Vellach hat zwei Grenzübergänge zu Slowenien, den Seebergsattel (Jezerski vrh) und den Paulitschsattel (Pavličevo sedlo).

### Klima
|                        | Jan  | Feb  | Mär  | Apr  | Mai  | Jun  | Jul  | Aug  | Sep  | Okt  | Nov  | Dez  |   |      |
| Mittl. Temperatur (°C) | −2,9 | −1,0 | 3,2  | 7,5  | 12,8 | 16,0 | 17,9 | 17,0 | 12,6 | 8,1  | 2,5  | −1,9 | ⌀ | 7,7  |
| Mittl. Tagesmax. (°C)  | 1,6  | 5,1  | 10,0 | 14,4 | 19,9 | 23,0 | 25,4 | 24,6 | 19,7 | 14,2 | 7,1  | 1,8  | ⌀ | 13,9 |
| Mittl. Tagesmin. (°C)  | −5,9 | −4,8 | −1,2 | 2,5  | 7,2  | 10,3 | 12,0 | 11,8 | 8,2  | 4,5  | −0,2 | −4,3 | ⌀ | 3,4  |
|                        |      |      |      |      |      |      |      |      |      |      |      |      |   |      |
| Niederschlag (mm)      | 43   | 46   | 74   | 95   | 90   | 138  | 137  | 133  | 126  | 121  | 110  | 87   | Σ | 1200 |
|                        |      |      |      |      |      |      |      |      |      |      |      |      |   |      |
| Luftfeuchtigkeit (%)   | 73,1 | 59,9 | 56,0 | 55,5 | 55,1 | 56,6 | 54,8 | 57,8 | 62,4 | 66,6 | 73,7 | 79,4 | ⌀ | 62,6 |

| −5,9 |

| −4,8 |

| −1,2 |

| 2,5 |

| 7,2 |

| 10,3 |

| 12,0 |

| 11,8 |

| 8,2 |

| 4,5 |

| −0,2 |

| −4,3 |

| −5,9 |

| −4,8 |

| −1,2 |

| 2,5 |

| 7,2 |

| 10,3 |

| 12,0 |

| 11,8 |

| 8,2 |

| 4,5 |

| −0,2 |

| −4,3 |

### Gemeindegliederung
Eisenkappel-Vellach gliedert sich in elf Katastralgemeinden:
Bad Vellach (Bela), Blasnitzen (Spodnja Plaznica), Ebriach (Obirsko), Eisenkappel (Železna Kapla), Koprein Petzen (Pod Peco), Koprein Sonnseite (Koprivna), Leppen (Lepena), Lobnig (Lobnik), Rechberg (Rebrca), Remschenig (Remšenik) und Trögern (Korte).
Das Gemeindegebiet umfasst folgende 14 Ortschaften (in Klammern Einwohnerzahl Stand 1. Jänner 2025):
- Bad Eisenkappel (Železna Kapla) (881)
- Blasnitzen (Spodnja Plaznica) (62)
- Ebriach (Obirsko) (295)
- Koprein Petzen (Pod Peco) (12)
- Koprein Sonnseite (Koprivna) (33)
- Leppen (Lepena) (171)
- Lobnig (Lobnik) (103)
- Rechberg (Rebrca) (129)
- Remschenig (Remšenik) (63)
- Trögern (Korte) (17)
- Unterort (Podkraj) (44)
- Vellach (Bela) (272)
- Weißenbach (Bela) (6)
- Zauchen (Suha) (130)

### Nachbargemeinden
| Gallizien   | Sittersdorf                                 | Globasnitz, Feistritz ob Bleiburg |
| Zell (KL)   | Kompassrose, die auf Nachbargemeinden zeigt | Črna na Koroškem (SLO)            |
| Tržič (SLO) | Jezersko (SLO)                              | Solčava (SLO)                     |

### Klima
Eisenkappel-Vellach liegt im Überschneidungsbereich mehrerer Klimaregionen. Zu dem westeuropäischen Seeklima und dem osteuropäischen Landklima gesellt sich der Einfluss des mediterranen Klimas. Durch die geomorphologische Lage wird täglich die Talluft am Abend durch das Absinken der kühlen Bergluft erneuert. Es gibt ganzjährig keinen Talnebel und durchschnittlich 176 Sonnentage.

## Geschichte
Eisenkappel verdankt seinen Namen einer 1050 erstmals genannten Kapelle. Der langgestreckte Straßenmarkt an der Nordseite der Seebergstraße geht vermutlich auf Herzog Bernhard von Spanheim zurück und entstand nach 1209; 1267/68 wurde er als Markt genannt. Markt und Ort profitierten zunächst vom Eisen- und Salztransport. Vom 15. bis zum 19. Jahrhundert sorgten wasserbetriebene Eisenhämmer, ab dem 18. Jahrhundert auch der Eisenbergbau für lokalen Wohlstand.
Die Gemeinde Vellach (slow. Bela) wurde im Jahr 1850 gebildet und umschloss die gesamte kleine Marktgemeinde Kappel (auch: Coppl; zuerst: Capella), deren Gemeindename 1890 in Eisenkappel geändert wurde. Vellach und Eisenkappel wurden 1939 zur Bürgermeisterei Eisenkappel-Vellach (slow. Železna Kapla-Bela) vereinigt.
Nach dem Niedergang der Eisenindustrie im Verlauf des 19. Jahrhunderts gewann zunächst vor allem die Holz- und Sägeindustrie an Bedeutung, ab der Wende zum 20. Jahrhundert auch der Sommerfrischen- und Badetourismus zunächst in Bad Vellach (seit den Nachkriegsjahren stillgelegt), heute auch im Kurbad Eisenkappel.

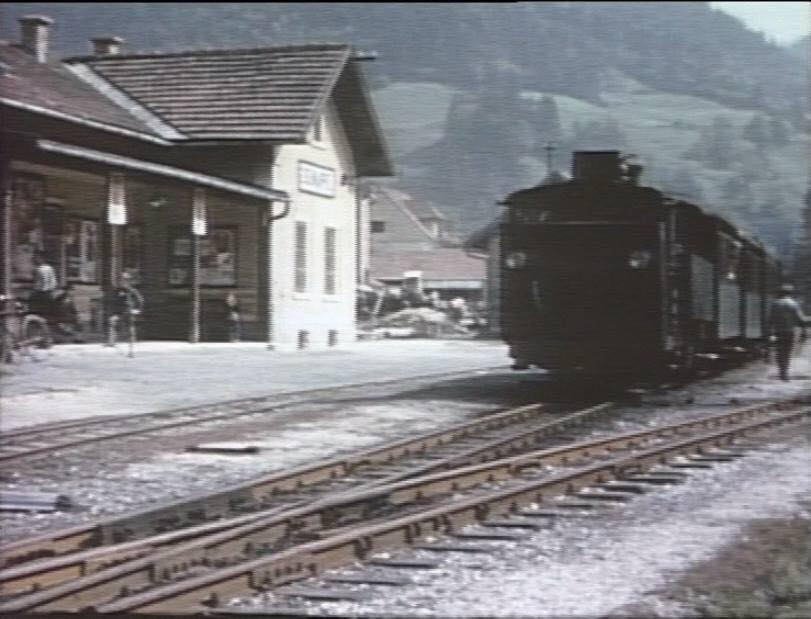
Bahnhof Eisenkappel

Von 1902 bis 1971 war der Ort durch die Vellachtalbahn an das Bahnnetz angeschlossen. Die Strecke wurde 1971 stillgelegt und anschließend abgetragen. Einige wenige Spuren sind erhalten, so z. B. das ehemalige Bahnhofsgebäude Bad Eisenkappel, das heute einen Schreinereibetrieb beherbergt.
Vier Angehörige der heutigen Gemeinde Eisenkappel, Marija Olip und ihr Bruder Miha Zupanc aus Ebriach, Jurij Pasterk aus Lobnig und Franz Weinzierl aus Rechberg, wurden am 9. April 1943 von Roland Freisler, dem Präsidenten des Volksgerichtshofs in Berlin (VGH) zum Tode verurteilt und am 29. April 1943 im Wiener Landesgefängnis hingerichtet. Ein Kriegsverbrechen war das Massaker einer Polizeieinheit am 25. April 1945 auf dem Peršmanhof, bei dem elf Familienangehörige der Familien Sadovnik und Kogoj erschossen wurden.

### Bevölkerung
Laut Volkszählung 2001 hat die Marktgemeinde Eisenkappel-Vellach 2.710 Einwohner, davon sind 95,2 % österreichische und 1,8 % bosnische Staatsbürger. 57,0 % gehören der deutschsprachigen und 37,6 % der slowenischsprachigen Volksgruppe an.
Zur römisch-katholischen Kirche bekennen sich 91,1 % der Gemeindebevölkerung, zur evangelischen Kirche und zum Islam jeweils 1,9 %. Ohne religiöses Bekenntnis sind 4,1 %.

### Bevölkerungsentwicklung
Der Rückgang der Einwohnerzahl in den letzten Jahrzehnten ist stark, da sowohl die Geburtenbilanz als auch die Wanderungsbilanz negativ sind.

## Kultur und Sehenswürdigkeiten

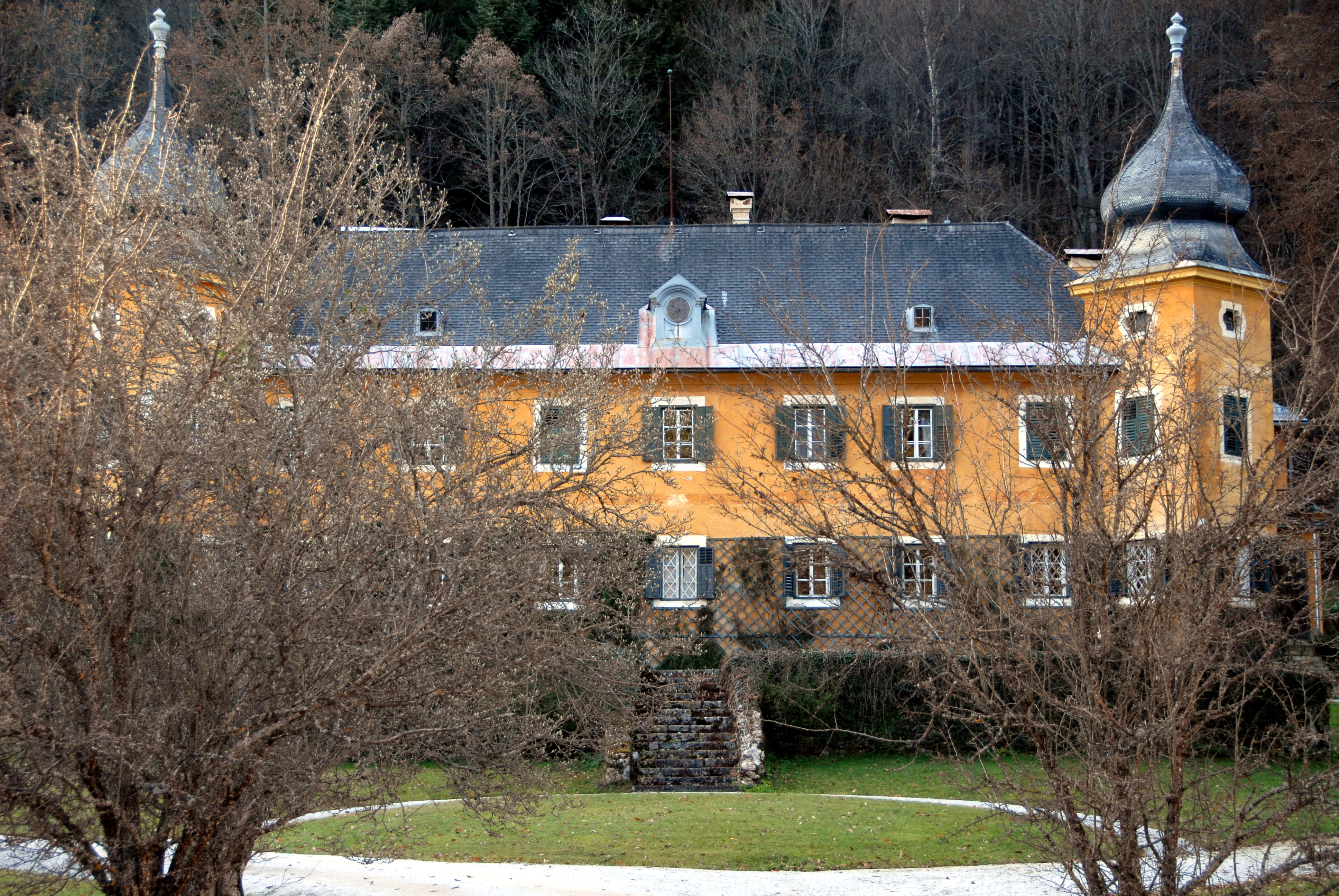
Schloss Hagenegg in Bad Eisenkappel

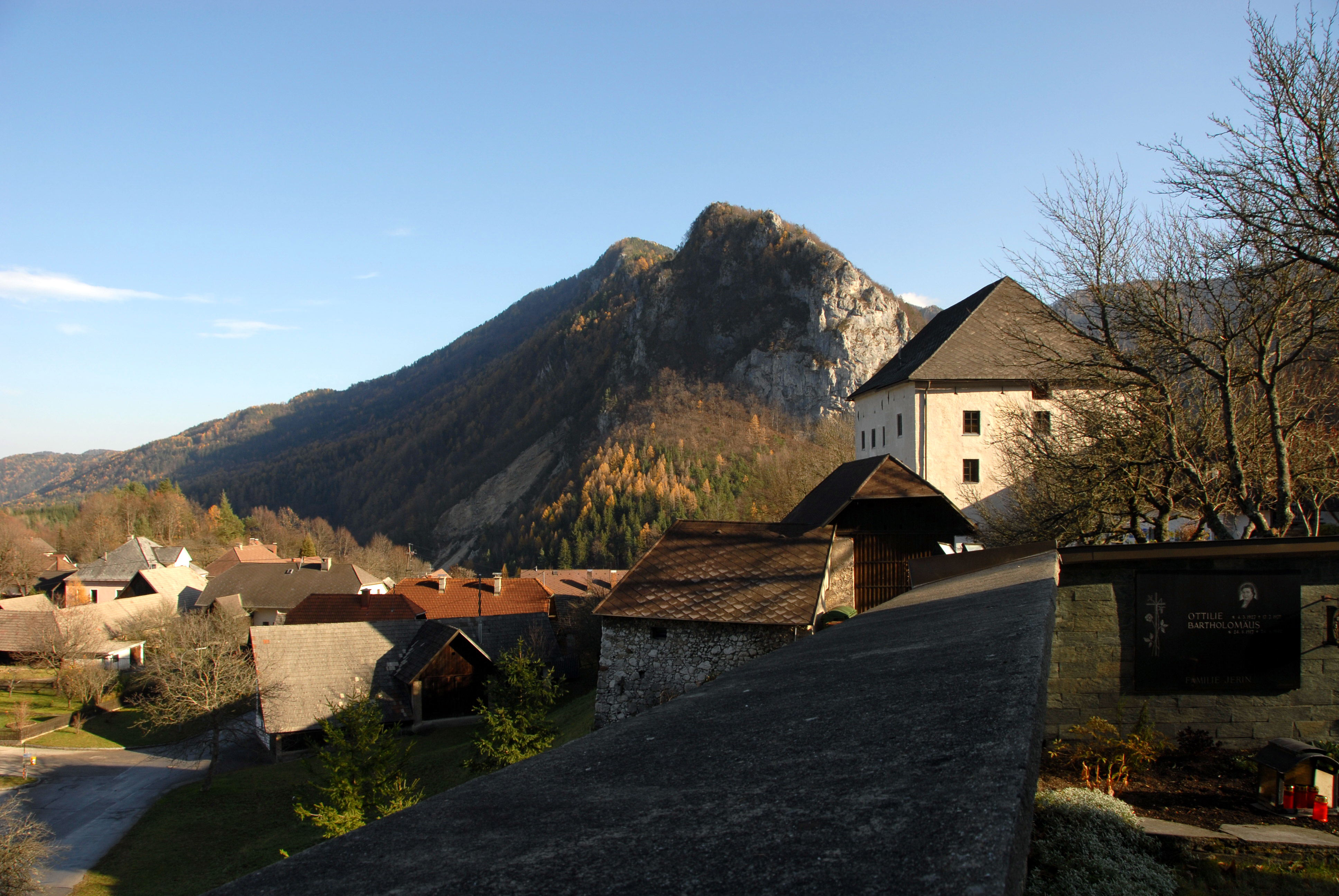
Ort mit Kommende Rechberg (slow. Rebrca)

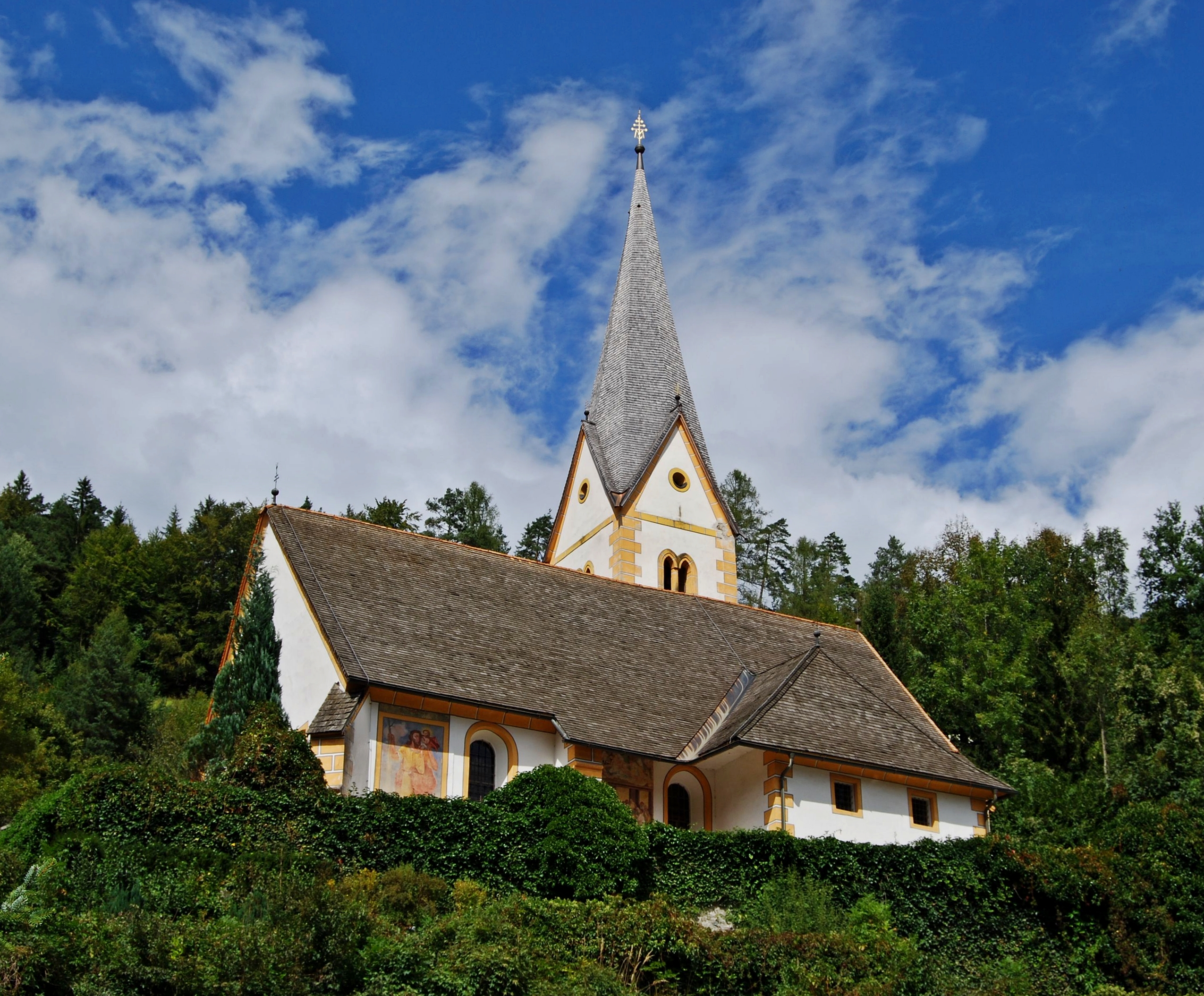
Wallfahrtskirche Maria Dorn (slow. romarska cerkev Marija v trnju)

- Partisanen-Museum mit Denkmal am Peršmanhof: Der Peršmanhof war ein Partisanenstützpunkt im Zweiten Weltkrieg, und beherbergt heute ein Museum zur Geschichte der Kärntner Slowenen während der Zeit des Nationalsozialismus
- Gedenkuhr in der Zarja-Passage am Hauptplatz zum Gedenken an die Opfer des NS-Regimes[5]
- Galerie Vorspann/Galerija Vprega[6]
- Oldtimer- & Bauernkram-Museum: mit Motorrädern, Buschenschenke zum Florian
- Katholische Pfarrkirche Ebriach hl. Johannes der Täufer aus dem 14. Jahrhundert
- Katholische Pfarrkirche Eisenkappel hl. Michael aus dem 15. Jahrhundert
- Spätgotische Wallfahrtskirche Maria Dorn mit Terrassenfriedhof aus dem 15. Jahrhundert
- Schloss Hagenegg mit Renaissance- und Barocktrakt (Grafen von Thurn und Valsassina) aus dem 14. Jahrhundert
- Kommende Rechberg (slow. komenda Rebrca) aus dem 15. Jahrhundert
- Burgruine Rechberg hinter der Kirche am Hügel gelegen, aus dem 13. Jahrhundert
- Ruinen der Türkenschanze  (slow. turške šance) aus dem 15. Jahrhundert

- Obir-Tropfsteinhöhlen: seit 1987 als Schauhöhle zugänglich, mit elektrischem Licht
- Geopark Karawanken: Geopark-Informationszentrum
- Naturschutzgebiet Vellacher Kotschna (slow. Belska Kočna)
- Naturschutzgebiet Trögerner Klamm (slow. Korške peči)
- Kupitzklamm im Remschenigtal
- Hochobir 2139 m (slow. Ojstrc oder Obir): mit Latschenwäldern; erschlossen durch die Eisenkappler Hütte

- Türkenkopf-Klettersteig (slow. ferata turška glava) am Trobefelsen, B-E

- Kirchleintragen: Am 1. Februar, dem Vorabend zu Mariä Lichtmess (slow. svečnica), gedenken die Einwohner von Eisenkappel/Železna Kapla mit dem 'Kirchleintragen' eines verhinderten Hochwassers der Vellach/Bela, die direkt durch den Ort fließt. Der Sage nach gab es im Spätmittelalter in der Gemeinde eine Überschwemmung, sodass das Volk zur höher gelegenen Kirche Maria Dorn flüchten musste. Zimmerleute bauten diese Kirche aus Holz nach und legten sie in die Fluten des Flusses, woraufhin das Hochwasser auf wundersame Weise zurückging. Seit dieser Begebenheit ist es Brauch, dass zum 1. Februar jedes Jahres Kinder des Ortes selbst gebastelte, mit Kerzen beleuchtete Holzkirchlein zur Schlossbrücke an der Vellach/Bela tragen und sie dort den Fluss hinabtreiben lassen. Der Brauch wird auch kurz Ante pante populore genannt – in Anlehnung an den Spruch, den die Teilnehmer auf dem Weg von der Kirche zur Schlossbrücke ständig aufsagen. Der ursprüngliche Spruch lautete „Ante faciem omnium populorum“, er veränderte sich jedoch im Laufe der Zeit zu „Ante pante populore, Kocle vrate cvilelore!“.[7]

- Am letzten Junisonntag eines jeden Jahres findet auf dem Peršmanhof (Koprein Petzen – Koprivna-Podpeca) die Gedenkfeier für die Opfer des dortigen Massakers vom 25. April 1945 statt.

## Wirtschaft und Infrastruktur
Entlang der Seebergstraße spielte das Gewerbe insbesondere für den Hauptort eine wichtige Rolle, die Umgebung ist ansonsten immer noch stark von der Landwirtschaft, insbesondere von der Holzgewinnung und -verarbeitung geprägt. Neben den Naturschutzgebieten Vellacher Kotschna (slow. Belska Kočna) und Trögerner Klamm (slow. Korške peči) besitzt die Marktgemeinde mit dem Kurbad und den Obir-Tropfsteinhöhlen beliebte Anziehungspunkte für den Fremdenverkehr.
Die Heilquellen in Eisenkappel sind Kohlensäurequellen, die zu Besserungen bei Herz-Kreislauf-Beschwerden führen sollen. Die Carinthia-Lithium-Quelle soll gegen Durchblutungsstörungen und Bluthochdruck helfen. Diese Quellen sind neben jenen in Bad Schönau (Niederösterreich) die einzigen Quellen dieser Zusammensetzung.

### Energie
Eisenkappel-Vellach gehört zu den 24 Gemeinden in Österreich (Stand 2019), die mit der höchsten Auszeichnung des e5-Gemeinden Energieprojekts ausgezeichnet wurden. Das e5-Gemeinde-Projekt soll die Umsetzung einer modernen Energie- und Klimapolitik auf Gemeindeebene fördern.
Ein für ganz Europa signifikant hohes Thoriumvorkommen befindet sich im Karawanken-Granitpluton im Gemeindegebiet. Thorium wird in Fachkreisen in seiner Nutzung als Kernbrennstoff diskutiert und erforscht. Laut Schätzungen der internationalen Atomenergiebehörde lagern im Gebiet von Bad Eisenkappel bis zu 100.000 Tonnen dieses radioaktiven Elements.
Es wurde jedoch festgestellt, dass die alleinige Extraktion von Thorium als Hauptprodukt in Europa in keinem Fall wirtschaftlich rentabel wäre, da die Thoriumgehalte sehr niedrig sind. Das größte Potenzial für die Thoriumextraktion durch Bergbau zeigt sich, wenn es als Nebenprodukt bei der Gewinnung von Schwermineralsanden extrahiert wird.

### Verkehr
Die Seeberg Straße B 82 durchquert das Vellachtal und Gemeindegebiet in nord-südlicher Richtung und verbindet die Ortschaften der Gemeinde mit Sittersdorf im Norden und dem Seebergsattel und Slowenien im Süden. Von ihr zweigt nach der Brücke über die Vellach in Miklauzhof die Rosental Straße B 85 in Richtung Gallizien und in Eisenkappel eine Landstraße in Richtung Zell/Sele ab.
Durch die Gemeinde führt der Südalpenweg (Österreichischer Weitwanderweg 03) und der Eisenwurzenweg (Österreichischer Weitwanderweg 08) endet hier. Zwischen Schaidasattel und Heiligengeistsattel verlaufen auch der Kärntner Grenzweg, der Panoramaweg Südalpen und der Julius Kugy Alpine Trail, Etappen 3 und 4 (ÖAV/Landesverband Kärnten).

### Bildung, Gesundheit und Soziales
- Schulen: Im Bildungszentrum von Bad Eisenkappel sind eine Volksschule, eine Mittelschule und eine Musikschule untergebracht.[13]
- Ärzte: Für die Gesundheitsvorsorge stehen in der Gemeinde zwei praktische Ärzte und ein Zahnarzt zur Verfügung.[14]
- Pflege: Der Kärntner Caritasverband betreibt in Eisenkappel das zweisprachig geführte Pflegehaus Gregorhof.[15]

## Politik
Der Gemeinderat hat 19 Mitglieder.

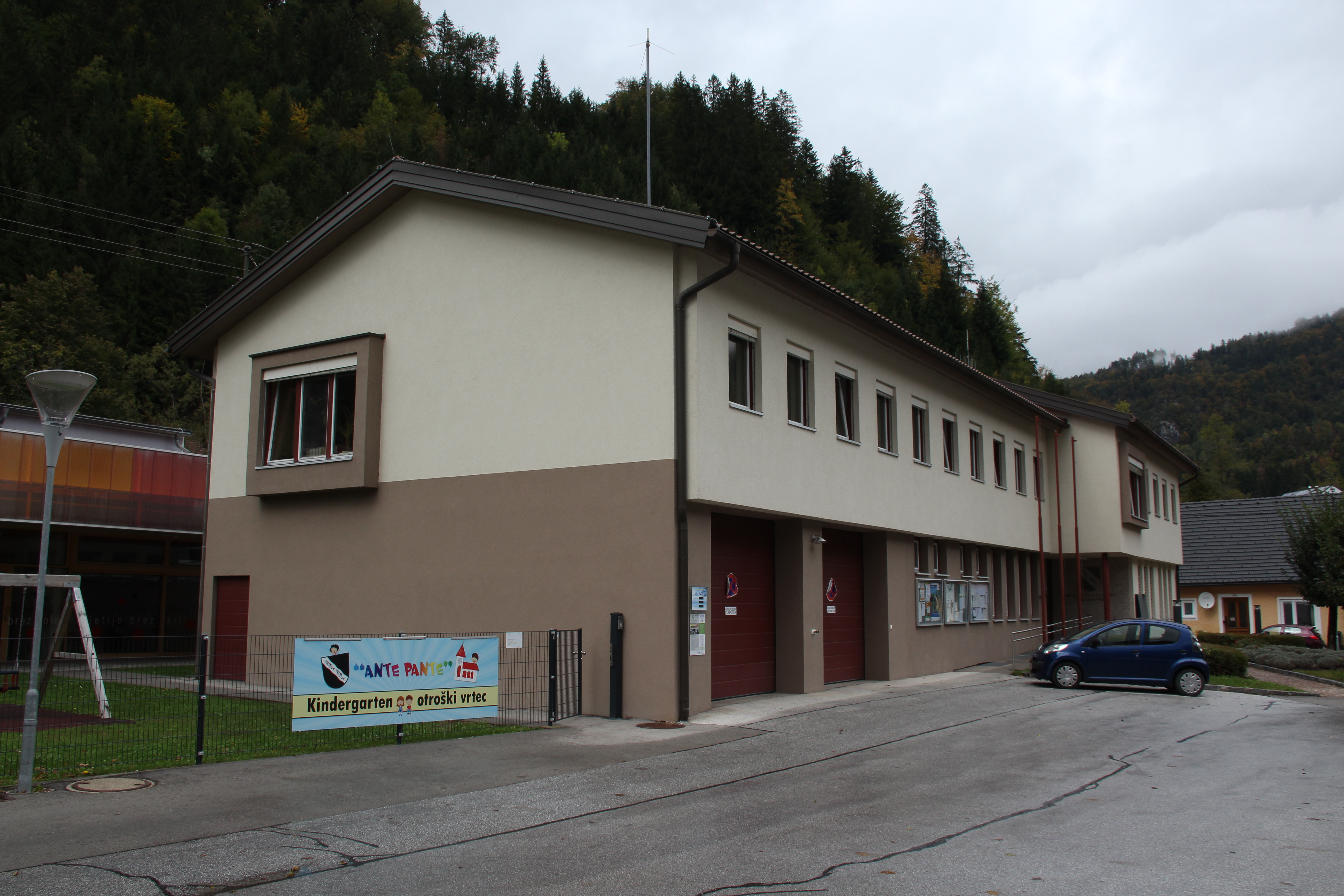
Gemeindeamt Eisenkappel-Vellach

- Mit den Gemeinderats- und Bürgermeisterwahlen in Kärnten 2003 hatte der Gemeinderat folgende Verteilung: 10 SPÖ, 5 Enotna Lista, 3 ÖVP und 1 FPÖ.
- Mit den Gemeinderats- und Bürgermeisterwahlen in Kärnten 2009 hatte der Gemeinderat folgende Verteilung: 8 SPÖ, 4 EL, 4 BZÖ, 2 ÖVP und 1 GESK.
- Mit den Gemeinderats- und Bürgermeisterwahlen in Kärnten 2015 hatte der Gemeinderat folgende Verteilung: 8 EL, 8 SPÖ, 2 ÖVP und 1 FPÖ.
- Mit den Gemeinderats- und Bürgermeisterwahlen in Kärnten 2021 hat der Gemeinderat folgende Verteilung: 9 SPÖ, 7 EL und 3 ÖVP.

### Bürgermeister
- 1849–1864 und erneut 1870–1876  Vinzenz Komposch
- 1921–1924 Peter Piskernik
- 1986–1994 Dietfried Haller (SPÖ)[16]
- 1994–2003 Peter Haderlapp (SPÖ)
- 2003–2009 Dietfried Haller (SPÖ)
- 2009–2021 Franz Josef Smrtnik (EL) wurde in der Stichwahl im März 2009 erstmals gewählt und ist der erste Bürgermeister Kärntens in der Zweiten Republik, der einer Liste der slowenischsprachigen Volksgruppe angehört.[17]
- seit 2021 hat Bad Eisenkappel zum ersten Mal in der Geschichte eine Frau als Bürgermeisterin, Elisabeth Lobnik (SPÖ) Sie wurde in der Stichwahl am 14. März 2021 gewählt. Mit dem Amtsantritt ist sie nun im gesamten Bezirk Völkermarkt die erste und einzige Frau, die zur Bürgermeisterin gewählt wurde.

### Wappen
Anlässlich einer Bestätigung des Stapelrechts für Meersalz sowie des Gerichtssprengels verlieh Kaiser Friedrich III. dem Markt am 28. Jänner 1493 auch als Wappen „… ain schwarzen schillt, in des mit nach der Twirch ain weissen wasserstram...“ Das Marktsiegel aus demselben Jahr zeigt bereits die zwei Fische im Wellenbalken, welcher die Vellach (von slowenisch bela = Weißenbach) symbolisiert. Diese sind eindeutig als Bachforellen identifizierbar und sollen den Wildbachcharakter der Vellach zum Ausdruck bringen.
Die Wappenführung wurde der Marktgemeinde am 17. Juli 1970 bestätigt und gleichzeitig eine Fahne verliehen, die die Farben Schwarz-Weiß mit eingearbeitetem Wappen zeigt. Die Blasonierung des Wappens lautet: „In einem schwarzen Schild schrägrechts ein silberner Fluss [= Wellenbalken] mit zwei natürlich gefärbten [aufwärts schwimmenden] Bachforellen.“

## Persönlichkeiten

### Söhne und Töchter der Gemeinde
- Ferdinand Hauser (1795–1868),  Bürgermeister von Klagenfurt
- Vinzenz Komposch (1819–1885), Bergwerksbesitzer und Politiker
- Joseph Gobanz (1831–1899), Lehrer, Zoologe, Geologe, Geograph und Politiker
- Angela Piskernik (1886–1967), österreichisch-jugoslawische Botanikerin und Naturschützerin
- Angela Travnik (1887–1943), slowenische Widerstandskämpferin, NS-Opfer

- Franc Pasterk (1912–1943), slowenischer Widerstandskämpfer aus Lobnig, NS-Opfer

- Maria Olip (1913–1943), slowenische Widerstandskämpferin, NS-Opfer
- Johann Županc (1915–1943), slowenischer Widerstandskämpfer, NS-Opfer
- Erich Silla (1925–2002), Politiker
- Otto Barić (1932–2020), Fußballtrainer
- Florjan Lipuš (* 1937), einer der bedeutendsten Vertreter der zeitgenössischen slowenischen Literatur
- Gerald Florian Messner (* 1937), österreichischer Musikwissenschafter
- Ludwig Karničar (* 1949), Slawist, Slowenist, Dialektologe und Lexikograph
- Stefan A. Schumer (* 1960), Architekt
- Maja Haderlap (* 1961), österreichische Schriftstellerin, Autorin des Romans „Engel des Vergessens“, für welchen sie 2011 den Ingeborg-Bachmann-Preis erhalten hat
- Gabriel Lipuš (* 1965), Sänger, Gesangspädagoge und Komponist
- Cvetka Lipuš (* 1966), slowenische Lyrikerin, Tochter von Florjan Lipuš
- Paul Rössler (* 1968), Germanist und Hochschullehrer
- Daniel Zupanc (* 1969), Fotograf
- Adolf Preschern (* 1971), Fußballspieler und -trainer
- Marko Lipuš (* 1974), Fotokünstler
- Constance Mochar (* 1977), Triathletin, Politikerin (SPÖ)
- Christopher Ammann (* 1983), Schauspieler
- Fabian Schubert (* 1994), Fußballspieler